# Steve Sumner
Steve Sumner (2. dubna 1955, Preston – 8. února 2017) byl novozélandský fotbalový záložník. Zemřel 8. února 2017 ve věku 61 let na rakovinu prostaty.

## Fotbalová kariéra
Byl kapitánem novozélandské reprezentace na Mistrovství světa ve fotbale 1982, nastoupil ve všech 3 utkáních a dal 1 gól. Za reprezentaci Nového Zélandu nastoupil v letech 1976–1988 v 58 utkáních a dal 22 gólů. Na klubové úrovni hrál za novozélandský tým Christchurch United, v Austrálii za Newcastle Jets FC a West Adelaide Soccer Club a na Novém Zélandu za Manurewa AFC, Gisborne City AFC a znovu za Christchurch United. Pětkrát byl členem vítězného týmu novozélandské nejvyšší soutěže.